# Maxime Decelles
Pour les articles homonymes, voir Decelles.
 (juillet 2021).
Si vous disposez d'ouvrages ou d'articles de référence ou si vous connaissez des sites web de qualité traitant du thème abordé ici, merci de compléter l'article en donnant les références utiles à sa vérifiabilité et en les liant à la section « Notes et références ».
Maxime Decelles (1849-1905) fut le cinquième évêque de Saint-Hyacinthe au Québec. 
Né à Saint-Damase-sur-Yamaska, comté de Saint-Hyacinthe, le 30 avril 1849, de François Decelles et d'Apolline Coderre-Lacaillade, il fit ses études à Saint-Hyacinthe et fut ordonné à Iberville, le 21 juillet 1872.
Il fut vicaire à Saint-Denis-sur-Richelieu (1872-1874) ; à Belœil, vicaire (1874), curé d'office (1874-1875) à la cathédrale de Saint-Hyacinthe, vicaire (1875), curé (1875-1880), chanoine de la cathédrale (1877-1880); curé de Saint-Roch-de-Richelieu (1880-1889), où il a fondé un couvent des Sœurs de Saint-Joseph de Saint-Hyacinthe en 1888.
Il fut curé de Sorel (1889-1893) ; coadjuteur de l'évêque de Saint-Hyacinthe avec droit de succession sous le titre d'évêque In partibus de Drusipara (1893-1901). Il fut élu le 14 janvier 1893 et sacré à Saint-Hyacinthe par Édouard-Charles Fabre le 9 mars suivant. Il fut évêque de Saint-Hyacinthe de 1901 à 1905, où il est décédé le 7 juillet 1905.